# Русская Кирка
Ру́сская Ки́рка (фин. Venäjänkirkko) — упразднённая деревня на территории Колтушского городского поселения Всеволожского района Ленинградской области. В настоящее время является северо-восточной частью деревни Тавры.

## История
Деревня Русская Кирка упоминается на Плане генерального межевания Шлиссельбургского уезда 1790 года.
На карте Санкт-Петербургской губернии прапорщика Н. Соколова 1792 года, она обозначена как деревня Руская.
В дальнейшем, название вновь меняется на Русская Кирка (Руская Кирка).
На карте Санкт-Петербургской губернии Ф. Ф. Шуберта 1834 года южнее деревни Русская Кирка обозначена впоследствии поглотившая её деревня Тавра.

РУСКАЯ КИРКА — деревня, принадлежит ротмистру Александру Чоглокову, жителей по ревизии 4 м. п., 12 ж. п.; (1838 год)

На этнографической карте Санкт-Петербургской губернии П. И. Кёппена 1849 года она обозначена как деревня «Wenäänkirkko», расположенная в ареале расселения савакотов. В пояснительном тексте к этнографической карте указано количество её жителей на 1848 год: савакотов — 10 м. п., 14 ж. п., финляндских карелов — 4 м. п., 4 ж. п., всего 32 человека.

РУСКАЯ КИРКА — деревня, г. Чоглокова, 4 двора, 7 душ м. п. (1856 год)

Число жителей деревни по X-ой ревизии 1857 года: 11 м. п., 15 ж. п..

РУССКАЯ КИРКА — деревня владельческая, при колодцах; 5 дворов, жителей 12 м. п., 15 ж. п. (1862 год)

Согласно подворной переписи 1882 года в деревне проживали 6 семей, число жителей: 12 м. п., 14 ж. п., все лютеране, разряд крестьян — собственники, а также пришлого населения 3 семьи, в них: 6 м. п., 7 ж. п., все лютеране.

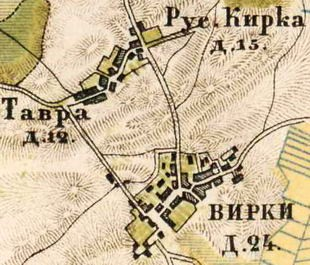
Деревня Русская Кирка на карте 1885 года

В 1885 году, согласно карте окрестностей Петербурга, деревня насчитывала 15 крестьянских дворов. Сборник Центрального статистического комитета за этот же год, описывал деревню так:

РУССКАЯ КИРКА — бывшая владельческая деревня Колтушской волости, дворов — 6, жителей — 26; лавка. (1885 год).

По данным Материалов по статистике народного хозяйства в Шлиссельбургском уезде 1885 года, 5 крестьянских дворов в деревне (или 83 % всех дворов), занимались молочным животноводством, 2 крестьянских двора (или 13 % всех дворов), выращивали на продажу смородину, клубнику и яблоки.
В 1893 году, согласно карте Шлиссельбургского уезда, деревня Русская Кирка насчитывала 6 крестьянских дворов.

РУССКАЯ КИРКА — деревня, на земле Канистского сельского общества, при земской дороге 7 дворов, 18 м. п., 33 ж. п., всего 51 чел. смежна с деревней Тавры. (1896 год)

В конце XIX — начале XX века деревня административно относилась к Колтушской волости 2-го стана Шлиссельбургского уезда Санкт-Петербургской губернии.
В 1909 году в деревне было 6 дворов.
До революции в деревне процветало садоводство: «Большие сады имела деревня Русская Кирка. В Малых Вирках и Русской Кирке каждый сад занимал почти треть десятины».

РУССКАЯ КИРКА — деревня Каннистского сельсовета Ленинской волости, 12 хозяйств, 61 душа.
 
Из них: финнов-ингерманландцев — 10 хозяйств, 54 души; финнов-суоми — 2 хозяйства, 7 душ; (1926 год)

На карте 1930 года Тавры и Русская Кирка обозначены как две отдельные деревни.
По административным данным 1933 года, деревня называлась Русско-Кирка и относилась к Колтушскому финскому национальному сельсовету.
На карте 1939 года обозначены только Тавры. По данным переписи населения 1939 года, населённого пункта Русская Кирка уже не существовало.
Население обеих деревень в довоенные годы состояло из ингерманландских финнов, большинство из них в конце 1930-х — начале 1940-х годов подверглось репрессиям и депортациям по национальному признаку.

## Инфраструктура
Объектов промышленности и сельского хозяйства нет. В районе деревни ведётся активное коттеджное строительство.